# شعب الخلف (ذي السفال)

تعديل مصدري - تعديل

شعب الخلف محلة تابعة لقرية الهياجم، التابعة لعزلة وادي ضباء بمديرية ذي السفال إحدى مديريات محافظة إب في الجمهورية اليمنية، بلغ تعداد سكانها 39 حسب تعداد اليمن لعام 2004.